# Sergio Aragoneses
Sergio Aragoneses Almeida (Porriño, Pontevedra, España, 1 de febrero de 1977) es un exfutbolista español. Jugaba en la posición de guardameta. Fue un ídolo para la afición del Club Deportivo Tenerife. Logró con este club 3 ascensos, 2 de ellos a Primera División.
Su actual equipo es el U.D Esperanza de la Regional Preferente Canaria.

## Trayectoria
Debutó en Primera División en 2002 en un Tenerife-Alavés (0-2).
En la temporada 2007/08 no disputó ningún partido con el Hércules CF, al ser suplente de Unai Alba. El técnico del Hércules CF, Andoni Goikoetxea, lo apartó de la plantilla tras unas declaraciones en alusión al técnico que se interpretaron como acto de indisciplina. El 31 de enero de 2008, día que concluía el mercado de fichajes, Sergio rescindió su contrato con el club alicantino. Posteriormente fichó por el Numancia de Soria hasta lo que restaba de dicha temporada debido a que el club soriano perdió al guardameta Jacobo Sanz por lesión. En el Numancia aunque no disputó ningún encuentro, tras una gran temporada de los rojillos, consiguió el campeonato de Segunda División. En julio de 2008 tras 5 años, retornó al CD Tenerife.
El 17 de enero de 2014 terminó su larga trayectoria con dos ascensos a Primera División y el último a Segunda División con el CD Tenerife y siendo el guardameta con más minutos y partidos jugados de la historia del club insular.
Trofeos
Ganador del trofeo Galicia en Goles que otorga el programa de la Radio Galega.
El 28 de enero se confirma su incorporación al Cádiz CF de la Segunda División B.
Posteriormente recala en el Marino, de Tercera División. Una vez retirado, abre una tienda 'en línea' dedicada a material deportivo para porteros. Decide volver a jugar con el Club Atlético San Juan, equipo canario de Primera Regional.

### Superación del cáncer, dos veces
En agosto de 2005 al poco tiempo de fichar por el Elche CF se le diagnosticó una alteración anatómica testicular, que le mantuvo apartado de los terrenos de juego durante un tiempo, finalmente superó la enfermedad y terminó la temporada.
En la temporada 2006/07 cuando jugaba en el Hércules CF de Alicante, en una revisión médica rutinaria, se le volvió a diagnosticar un nuevo tumor testicular en enero de 2007. El de Porriño se sometió a sesiones de quimioterapia que en la Unidad de Oncología del Hospital de Elche y que le mantuvieron unos 2 meses apartado del fútbol, terminando como titular en la portería del club herculano.

## Clubes
| Club                      | País   | Año        |
| ------------------------- | ------ | ---------- |
| RC Celta de Vigo B        | España | 1994-1998  |
| Sporting Guardés          | España | 1998-1999  |
| Pontevedra CF             | España | 1999-2000  |
| CD Tenerife               | España | 2000-2003  |
| Getafe CF                 | España | 2003-2004  |
| Atlético de Madrid        | España | 2004-2005  |
| Getafe CF                 | España | 2005       |
| Elche CF                  | España | 2005-2006  |
| Hércules CF               | España | 2006-2008  |
| CD Numancia               | España | 2008       |
| CD Tenerife               | España | 2008-2014  |
| Cádiz CF                  | España | 2014       |
| CD Marino                 | España | 2014-2015  |
| Club Atlético San Juan    | España | 2017- 2018 |
| Union Deportiva Las Zocas | España |            |